# Acomoptera sinica
Acomoptera sinica är en tvåvingeart som beskrevs av Wu 1991. Acomoptera sinica ingår i släktet Acomoptera och familjen svampmyggor.
Artens utbredningsområde är Nei Mongol (Kina). Inga underarter finns listade i Catalogue of Life.